# Малобіловодський
Малобілово́дський (рос. Малобеловодский) — селище у складі Юргамиського району Курганської області, Росія. Входить до складу Кислянської сільської ради.
Населення — 69 осіб (2010, 97 у 2002).